# Regimiento de Infantería Mecanizado 8

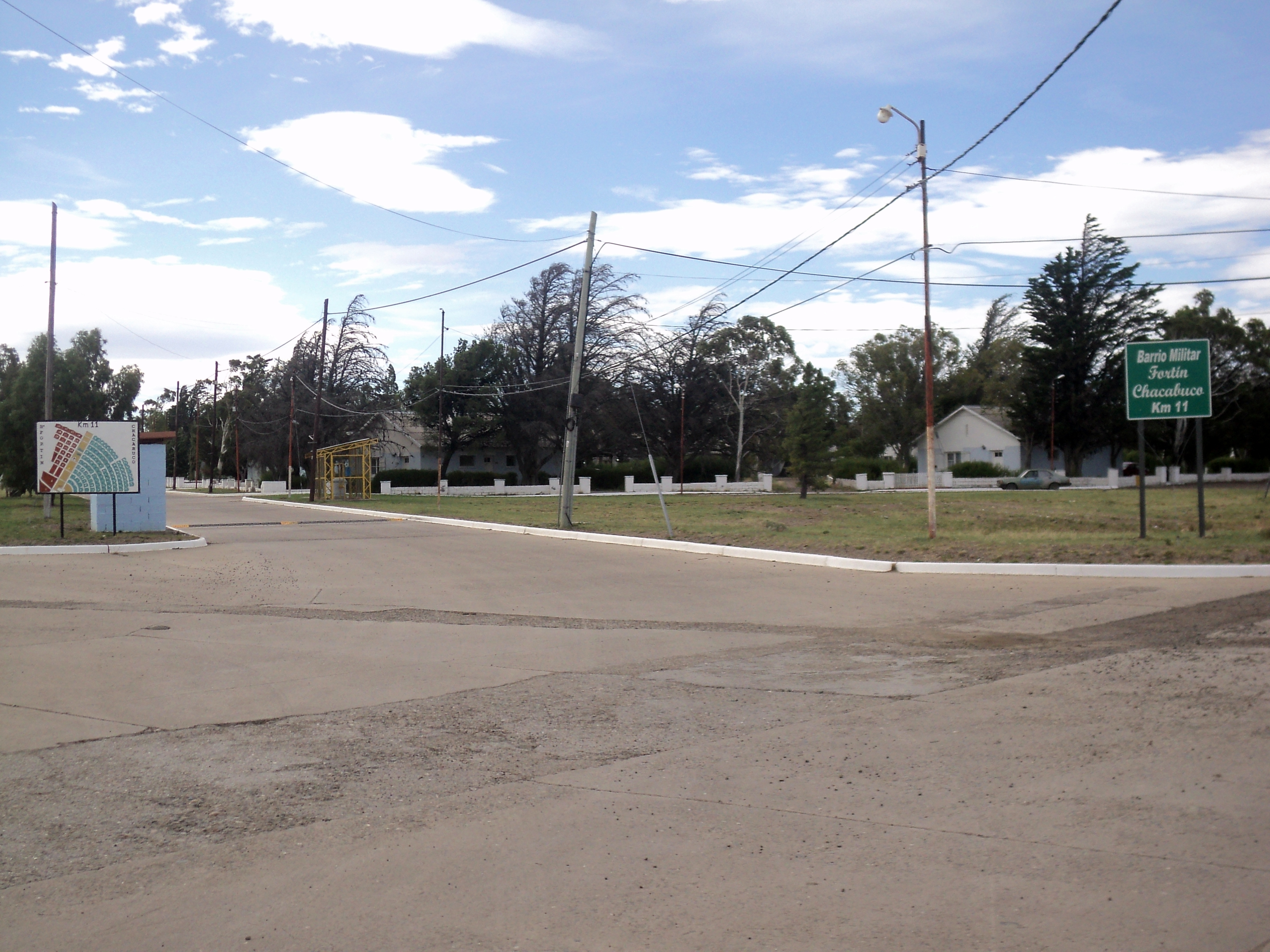
Calle de ingreso al barrio e instalaciones militarizadas

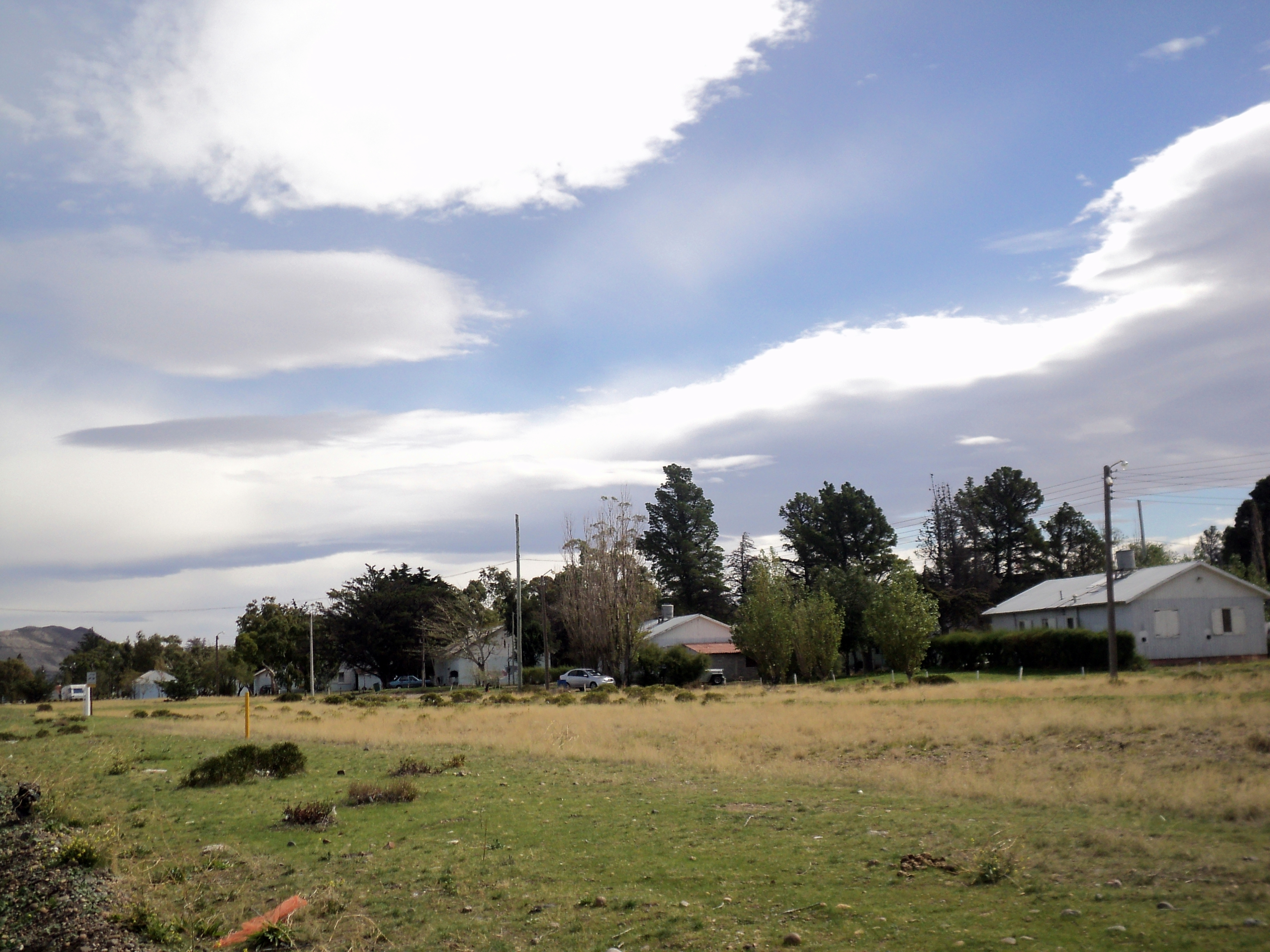
Panorámica reducida del barrio Cuarteles, contiguo al regimiento

El Regimiento de Infantería Mecanizado 8 "Grl. O'Higgins" (RI Mec 8) es una unidad de infantería del Ejército Argentino con asiento en la guarnición militar de Comodoro Rivadavia, y dependiente de la IX Brigada Mecanizada "Cnel. Luis Jorge Fontana", en el marco de la 3.ª División de Ejército "Tte. Gral. Julio Argentino Roca".
Es una unidad VGM (veterana de guerra de Malvinas) prestando servicio en Bahía Fox, en la Isla Gran Malvina junto a la Compañía de Ingenieros 9.

## Historia
El 13 de julio de 1813 se creó el Regimiento de Infantería 8 a órdenes del teniente coronel Benito Álvarez. Tuvo su bautismo de fuego el 1 de octubre de 1813 en la batalla de Vilcapugio, contra el ejército realista.
A fines de 1816 se sumó al Ejército de los Andes, bajo el mando del general José de San Martín. Efectuó el cruce de los Andes por el paso de Los Patos y se puso a órdenes del general Bernardo O'Higgins. Participó en las batallas de Chacabuco y Maipú. Intervino en la guerra de la Triple Alianza, participando en las batallas de Tuyutí y Curupaytí.
En 1905, fue disuelto para ser nuevamente organizado. Entre 1906 y 1935, estuvo basado en las guarniciones de Bahía Blanca, Santa Rosa, Zárate y Campo de Mayo. En 1917, pasó a depender de la IV Brigada de Infantería, 1.ª División de Ejército. En 1923, fue denominado «Regimiento 8 de Infantería Montado».
A fines de 1935, inició su desplazamiento a Comodoro Rivadavia. A partir de ese año también, la unidad comenzó a ser reconocida como «Destacamento Comodoro Rivadavia».

### Participación en el terrorismo de Estado
El Regimiento de Infantería 8 integró el Agrupamiento B que se desplazó a la provincia de Tucumán por orden del Comando General del Ejército para reforzar la V Brigada de Infantería que llevaba adelante el Operativo Independencia. El Agrupamiento B se turnaba con los Agrupamientos A y C, creados para el mismo fin. En 1977, el Regimiento de Infantería 8 despachó el Equipo de Combate «Búfalo» a la ciudad de Campana para integrar la Fuerza de Tareas «Campos», en el marco del Área 400.

### Guerra de las Malvinas (1982)
Siendo el Teniente Coronel Ernesto Repossi, jefe de la unidad en 1982, el día 5 de abril a las 17 horas recibió la orden, proveniente del Segundo Comandante de la Brigada de Infantería IX, de trasladar, por vía aérea, el regimiento a Puerto Argentino (Isla Soledad). Seguidamente, en forma conjunta con personal de Fuerza Aérea se preciso el Plan de Transporte, concretándose el arribo del regimiento a las islas el día 8 de abril. Finalmente, una vez llegado, se dispone el envío de la unidad hacia la posición Bahía Fox (Bahía Zorro), isla Gran Malvina; esto se concretó entre los días 9 y 16 de abril, empleando para ello helicópteros de Ejército (Batallón de Aviación 601) y el buque ARA Isla de los Estados. En Bahía Zorro el R.I.8 se integra con el personal allí presente de Compañía de Ingenieros n°9 y de la Compañía de Comunicaciones 9, integrando así la Fuerza de Tareas Reconquista. Esta Fuerza de Tareas, junto al RI 5 —coronel Juan R. Magabraña—, constituyó la Agrupación Litoral, bajo el mando del general de brigada Omar Parada.
La primera incursión aérea sobre la zona del R.I. 8 en Gran Malvina, fue el 9 de mayo, con un jet inglés Sea Harrier arrojando una bengala para reconocimiento de las posiciones argentinas. El 16 de Mayo, la posición en Bahía Fox fue atacada por dos helicópteros artillados (a las 4 a. m. aprox.) siendo respondido con fuego de fusilería. Asimismo, entre el 16 y el 19 de mayo, la posición defendida por la F.T. Reconquista fue atacada por Sea Harrier, en ocasiones empleando Bombas Beluga (antipersona), y también fue sujeta a bombardeos por parte de fragatas (particularmente desde el 26 de mayo). En este último aspecto, según el informe del Ten. Cnel. Repossi, se destaca la eficiencia de las obras construidas a fin de proteger de la artillería enemiga. En estas acciones, se destacó el Soldado clase 1962 Carlos Olivetto, quien resultó herido al ayudar a un compañero a llegar a su posición, en medio de un bombardeo naval. El día 7 de junio, por mensaje cifrado se recibió la orden de iniciar la preparación del personal para operar en la Isla Soledad, a fin de reconquistar Darwin; finalmente con el desenlace del conflicto en la capital de las islas, el 14 de junio a las 23.30 se recibió la orden, por parte del Comandante de la III Brigada de Infantería, de cese de fuego y acordar la llegada de las tropas británicas al respecto. En su informe, el jefe del regimiento cito, como factores que limitaron las acciones argentinas, no disponer de artillería de defensa costera (para repeler la artillería naval enemiga), no disponer de adecuado apoyo logístico, equipo inadecuado para ese teatro de operaciones, falta de helicópteros asignados para movilidad propia, entre otros.
La unidad tuvo los siguientes fallecidos: Cabo E.c. Juan Woubrik; Sold. Clase 1962 Eduardo Sena, Soldado Clase 62 Simón Antieco, Sold. Clase 1963 Jorge Daniel Ludueña; Sold. Clase 63 Nosiroski, Sergio.

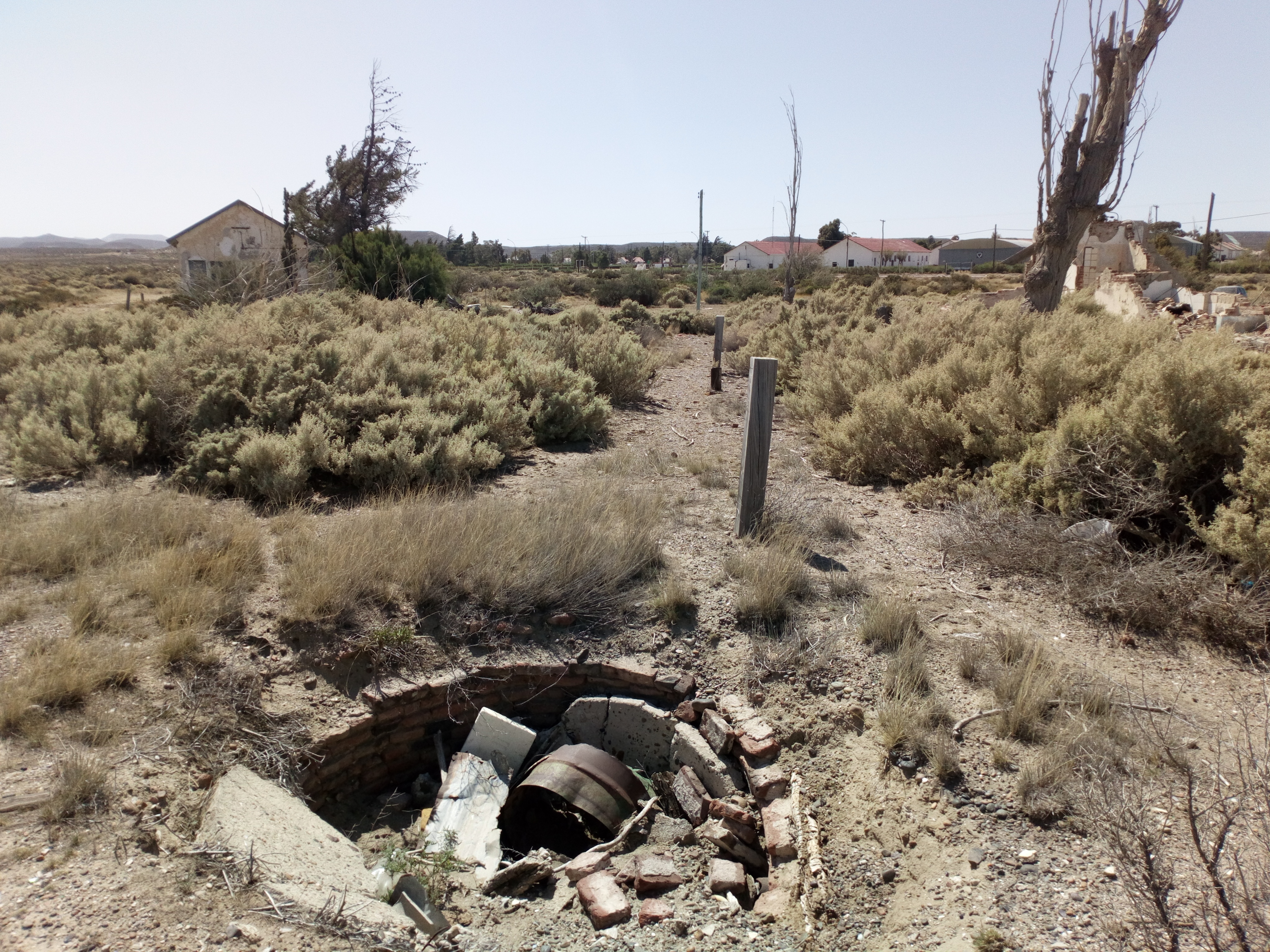
Ruinas de un aljibe junto al apeadero Kilómetro 11 que funcionó frente a los cuarteles. El edificio destruido es donde funcionó el centro de detención clandestino.